# Basilique Saint-André de Mantoue
Pour les articles homonymes, voir Basilique Saint-André.
La basilique Saint-André (Sant'Andrea en italien) est une des plus importantes églises de la ville de Mantoue. Plus grande église de la ville, œuvre de Leon Battista Alberti, elle fut achevée de nombreuses années après la mort de l'architecte, de manière pas toujours conforme aux projets originaux, mais conserve la dignité d'une basilique mineure. Dans la crypte se trouvent deux reliquaires avec de la terre imbibée du Sang du Christ, qui aurait été apportée par le soldat romain Longinus.

## Histoire

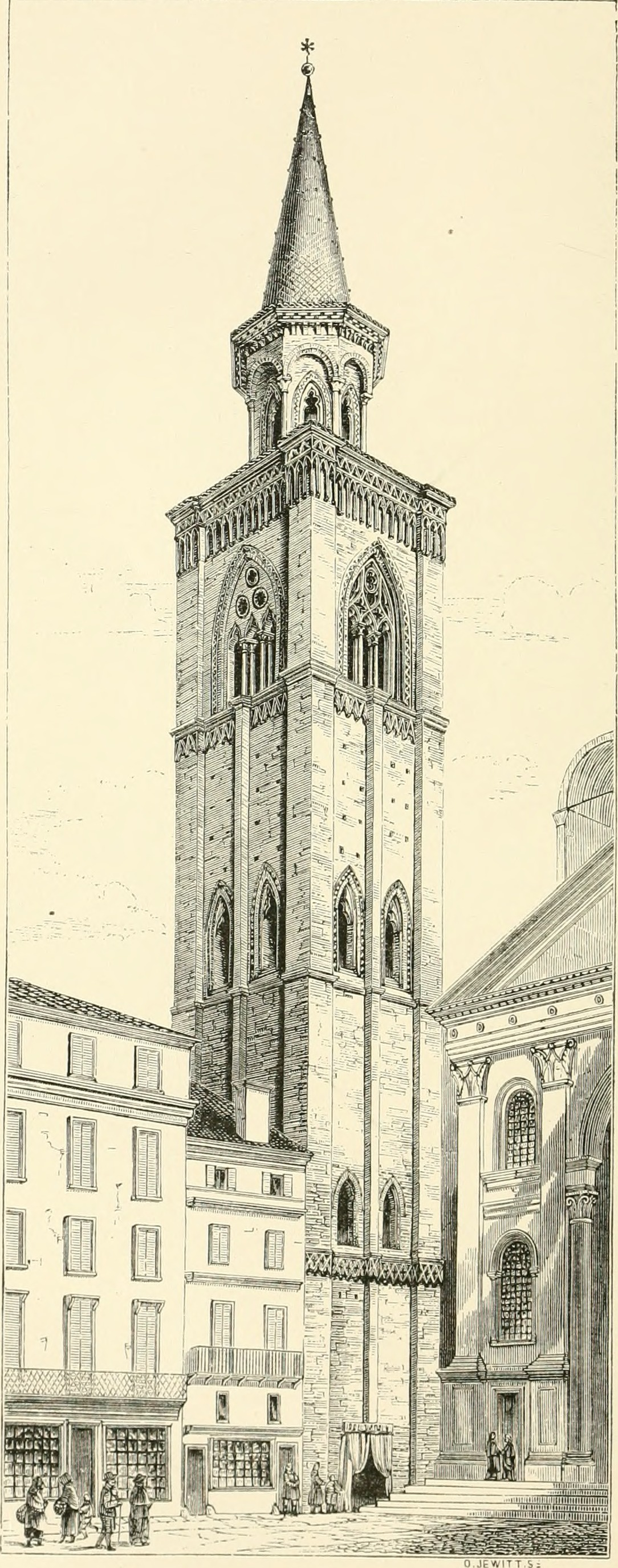
Clocher de Sant'Andrea en 1874.

Un premier édifice religieux préroman dédié à saint André est édifié en 1046 à la demande de Béatrice de Bar (-1076), mère de Mathilde de Toscane, à la suite de la découverte de la relique du Sang du Christ, qui eut lieu en 804. L'oratoire, achevé en 1055, est construit sur les ruines de l'hôpital Sant'Andrea et adjacent au monastère, édifié par l'évêque Itolfo en 1037. Avec la découverte d'une seconde relique en 1049, le monastère bénédictin est reconstruit. Les seuls vestiges actuellement visibles sont le clocher gothique et un côté du cloître. 
L'église est finalement définitivement restructurée à partir de 1472, sur un projet de Léon Battista Alberti commandé par le seigneur de Mantoue Louis III de Mantoue (et son fils Francesco Gonzaga le Vieux, cardinal ), qui veut en faire un symbole de son pouvoir sur la ville et du prestige de la famille. Ludovico Gonzaga obtient, avec difficulté, la suppression du monastère et sa transformation en collégiale sous son patronage. En prenant le parrainage du sanctuaire, le marquis de Mantoue donne une dimension religieuse à son autorité. Dès lors la beauté de l'édifice devait refléter les vertus de l'action du prince tels que les rapportaient les modèles antiques: la magnificence et la libéralité. 
Le but de la nouvelle construction, joyau de la Renaissance, est d'accueillir les pèlerins venus assister à la procession du Preziosissimo Sangue di Cristo (« Précieux Sang du Christ »), au cours de laquelle est vénérée une fiole contenant ce que l'on croit être le Sang du Christ. La relique, très vénérée à partir du Moyen Âge, mais surtout au XVe siècle, portée en procession dans les rues de la ville le Vendredi saint, est aujourd'hui conservée dans les Vases sacrés conservés à l'intérieur de l'autel situé dans la crypte de la basilique.
Les travaux commencent vers 1460 et se poursuivirent jusqu'à la mort d'Alberti. La construction s'est déroulée en phases alternées et a été longuement interrompue, à tel point que l'achèvement de l'édifice a dû attendre le XVIIIe siècle. Les chapelles sont achevées en 1482 et la façade en 1488. Les enjeux historiographiques les plus débattus sont donc à la fois la reconstruction du projet originel d'Alberti, et la fidélité à ce projet de ce qui a été réalisé. Certains savants attribuent le schéma général et la façade à Alberti, mais pas la définition des détails, tandis que d'autres affirment que ce qui a été construit au XVe siècle, et en particulier jusqu'à la mort du maître d'ouvrage en 1478, correspond au projet albertien. Le technicien chargé de suivre les travaux pendant la première phase de construction est Luca Fancelli, qui disposait d'un modèle en bois fourni par Alberti, utile dans la phase de construction. Fancelli, qui a également supervisé les travaux de l'Église Saint-Sébastien de Mantoue et qui a rencontré Alberti à Rome, a probablement pu suivre ses intentions de conception, même s'il n'y a pas de dessins détaillés documentés fournis par Alberti.
Les travaux sont interrompus vers 1494 et ne reprennent qu'en 1530. L'aspect actuel de la basilique est dû à plusieurs remaniements qui complétèrent le travail d'origine : l'un en 1597, l'autre en 1697. Le dôme, haut de 80 mètres et d'un diamètre de 25 est l'un des plus grands d'Italie, donnant à l'intérieur de l'église un éclairage unique. Il est ajouté en 1732 sur les plans de Filippo Juvarra. 
Pendant la période d'occupation française, plusieurs œuvres d'art ont fait l'objet de spoliations napoléoniennes pour être déplacées en France, parmi lesquelles l'L'Adoration des bergers entre saint Jean l'Évangéliste et saint Longin de Giulio Romano, toile aujourd'hui au Musée du Louvre. Giulio Romano a aussi décoré la chapelle des Vases Sacrés.
L'imposant clocher gothique abrite 5 cloches du XIXe siècle (La2, C #3, Mi3, F #3, La3), dont la plus grande, pesant 2555 kg, a été réalisée par la société Cavadini de Vérone.
Les fortes secousses des Séismes de mai 2012 en Émilie-Romagne, les 20 et 29 mai, ont endommagé la coupole de la basilique.

## Description

### Architecture
Pour son projet " [...] plus capable plus éternel plus digne plus heureux ... », Alberti s'est inspiré des temples étrusques décrits par Vitruve, un bâtiment avec un pronaos antérieur, avec des colonnes bien détachées et sans peristasis.
Le projet d'Alberti devait remplacer un projet antérieur d'Antonio Manetti, probablement à trois vaisseaux, semblable aux églises de Filippo Brunelleschi, mais d'une conception tout à fait différente de celle d'Alberti. En premier lieu, il modifia l'orientation de l'église, l'alignant sur la percée qui rejoignait le centre de la ville à partir du château Saint-Georges, sur l'axe routier qui reliait le palais ducal de Mantoue au Te.
Les historiens ont proposé de nombreuses références architecturales et modèles anciens qui ont pu inspirer Alberti dans sa conception des différentes parties de l'église. Cependant, il est clair que dans ce travail, la relation qu'Alberti entretient avec les sources classiques démontre qu'elles ne font jamais l'objet d'une simple imitation servile, mais qu'elles sont analysées dans leurs composantes syntaxiques et utilisées de manière autonome. De plus, Alberti n'a pas limité son intérêt à l'architecture antique, mais a employé ici, comme dans ses autres œuvres, également des éléments tirés de monuments médiévaux auxquels il se réfère : la Basilique Saint-Marc, pour la façade vue comme un avant-corps et les chapelles édifiées à l'intérieur des piliers, et la Badia Fiesolana, pour la voûte de la nef.

### Façade

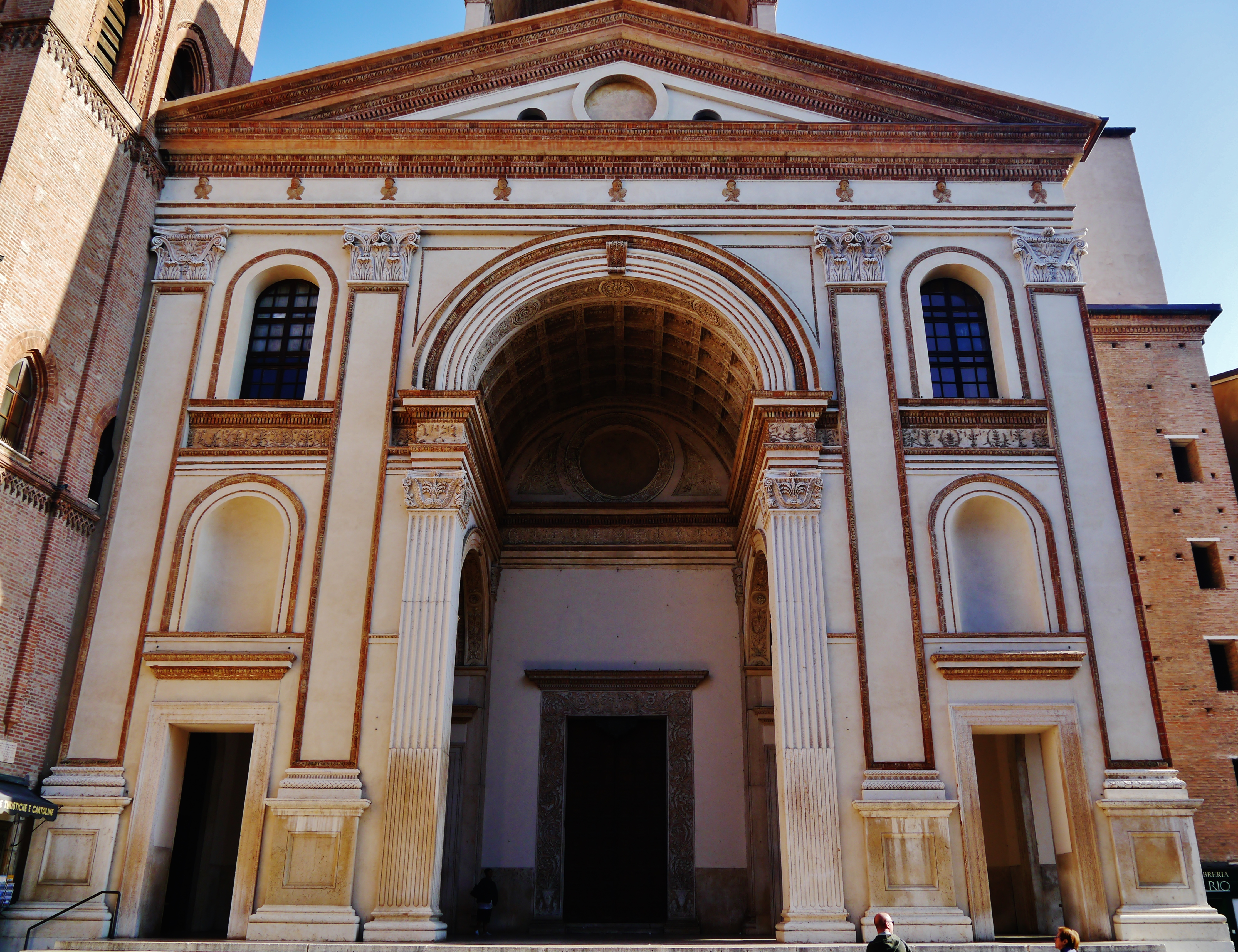
Façade.

La façade fut le premier élément achevé de l'ensemble. Elle est de facture classique sur le modèle d'un arc de triomphe romain colossal à pilastres corinthiens, avec un seul arc entre les murs, inspiré de modèles anciens tels que l'arc de Trajan d'Ancône, et est encore plus monumentale que le précédent travail albertien sur la façade du Temple Malatesta à Rimini. Le schéma de l'arc de triomphe s'insère ou se superpose au thème formel du temple classique qui forme une sorte d'avant-corps avancé, par rapport au reste de l'édifice. Sous l'arc, un important atrium est le point de passage entre l'intérieur et l'extérieur.
La grande arche centrale est encadrée par des pilastres corinthiens qui s'étendent sur toute la hauteur de la façade, constituant l'un des premiers éléments de l'architecture de la Renaissance pour lesquels cette solution a été adoptée, que l'on appellera ordre colossal. Sur les cloisons murales, deux niches sont superposées entre les pilastres au-dessus des deux portails latéraux. La façade peut s'inscrire dans un carré et toutes les mesures de la nef, aussi bien en plan qu'en élévation, se conforment à un module métrique précis.
Une grande emphase est donnée par un deuxième arc supérieur, au-delà du tympan, et en retrait de la partie avant de la façade. Cet élément architectural nommé « parapluie », est en fait une section d'une voûte en berceau et était considéré au XIXe siècle sans rapport avec le projet d'Alberti, risquant de fait la démolition. Le « parapluie » marque la hauteur de la nef, souligne la solennité de l'arc de triomphe et son mouvement ascendant et permet l'illumination de la nef grâce à une ouverture placée vers l'intérieur de la façade qui servait peut-être aussi à l'exposition des reliques. Cet élément architectural empêche également la lumière de pénétrer directement à l'intérieur de l'église, créant une sorte de pénombre.
Le Corrège pourrait être intervenu sur les fresques qui ornent le portique (non attesté).

### Intérieur

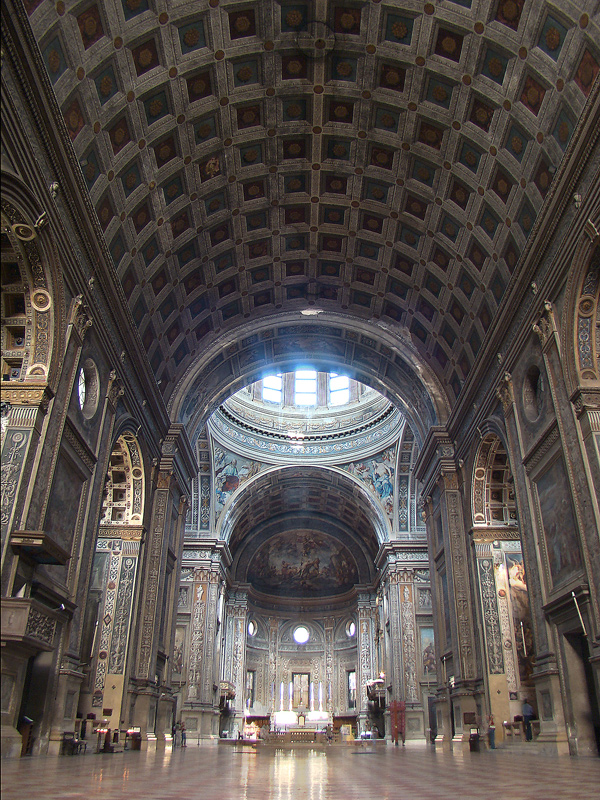
Intérieur.

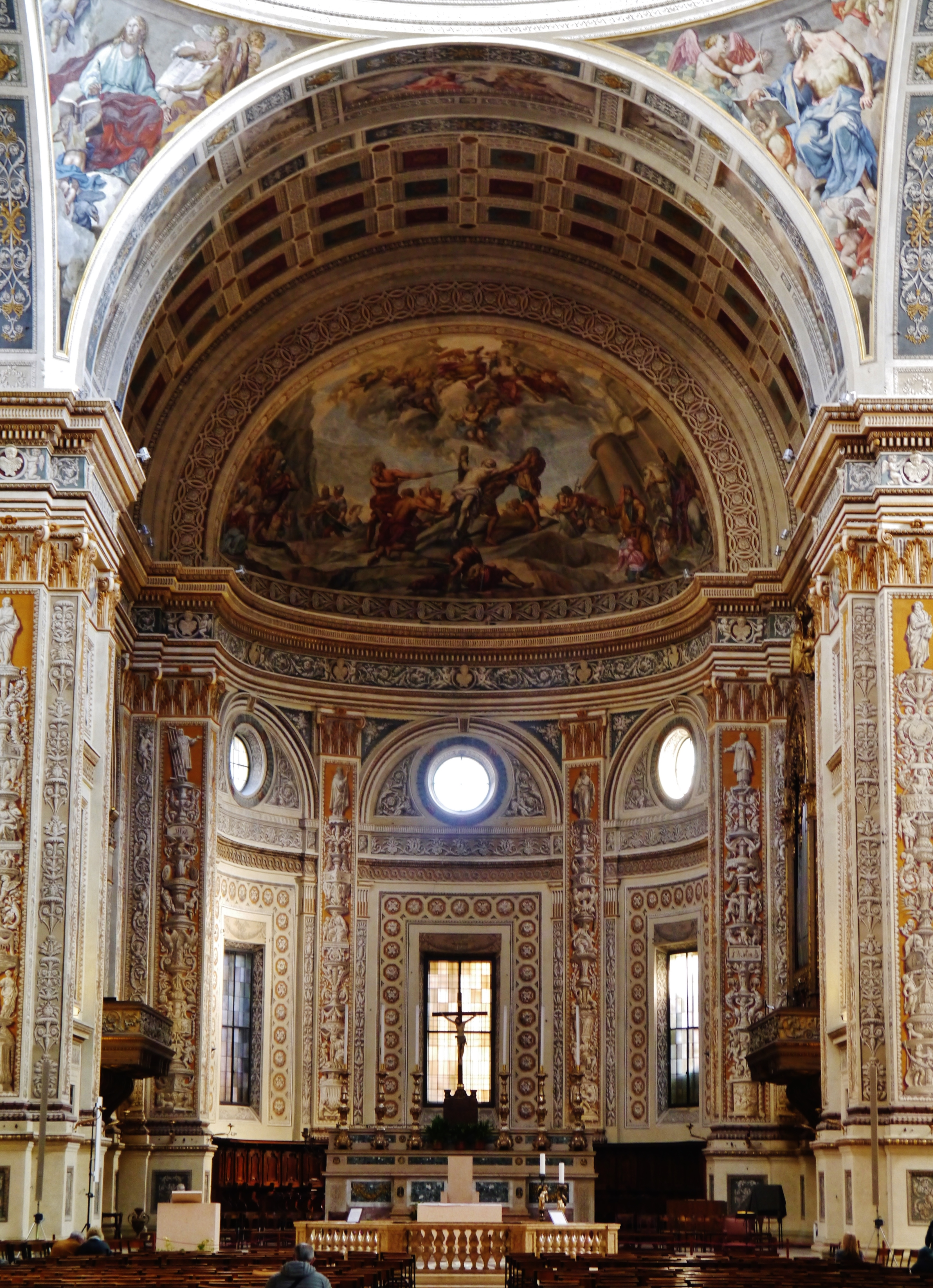
Chœur.

Le vestibule, avec ses voûtes à caisson, est inspiré de l'architecture de la Rome antique. Le plan est en forme de croix latine et se compose d'un seul vaisseau immense, couvert d'une voûte en berceau à caissons, copiée sur la basilique de Maxence et Constantin à Rome. Les chapelles latérales de tailles variables, au plan rectangulaire, sont encadrées à leur entrée par un arc en plein cintre qui se réfère à celui de la façade. Trois chapelles plus petites, placées dans la cloison murale des piliers, alternent avec les plus grandes ; leur alternance a été définie par Alberti comme un type d'« église à piliers ». La disposition de l'église est probablement due au besoin d'un grand espace dans lequel la masse des fidèles et des pèlerins pourrait assister à l'exposition de l'importante relique.
La façade interne de la nef est marquée par deux ordres hiérarchisés, dont l'un est un arc mineur, encadré dans l'entablement de l'ordre majeur. Ce motif, qui présente l'alternance d'un large espacement entre deux étroits, trouve un parallèle avec le dessin de la façade. C'est ici que pour la première fois le rythme interne d'enchaînement des ordres apparaît également dans la façade, se configurant comme principe générateur et ordonnateur de tout l'espace, tant interne qu'externe. Après Alberti, qui est le premier à l'utiliser, il deviendra un élément de langage très répandu chez Bramante et les architectes maniéristes.
La croisée entre nef et transept est ouverte par la coupole d'un diamètre de 25 mètres, soutenue par des piliers reliés par quatre pendentifs. On doutait qu'il fasse partie du projet albertien, cependant les piliers de la croix ont été érigés lors de la première phase de construction au XVe siècle.
Derrière l'autel, une profonde abside ferme l'espace de la nef. Dans la crypte, deux vases sacrés sont censés contenir des échantillons de terre imprégnés du Sang du Christ.

### Chapelles et œuvres d'art

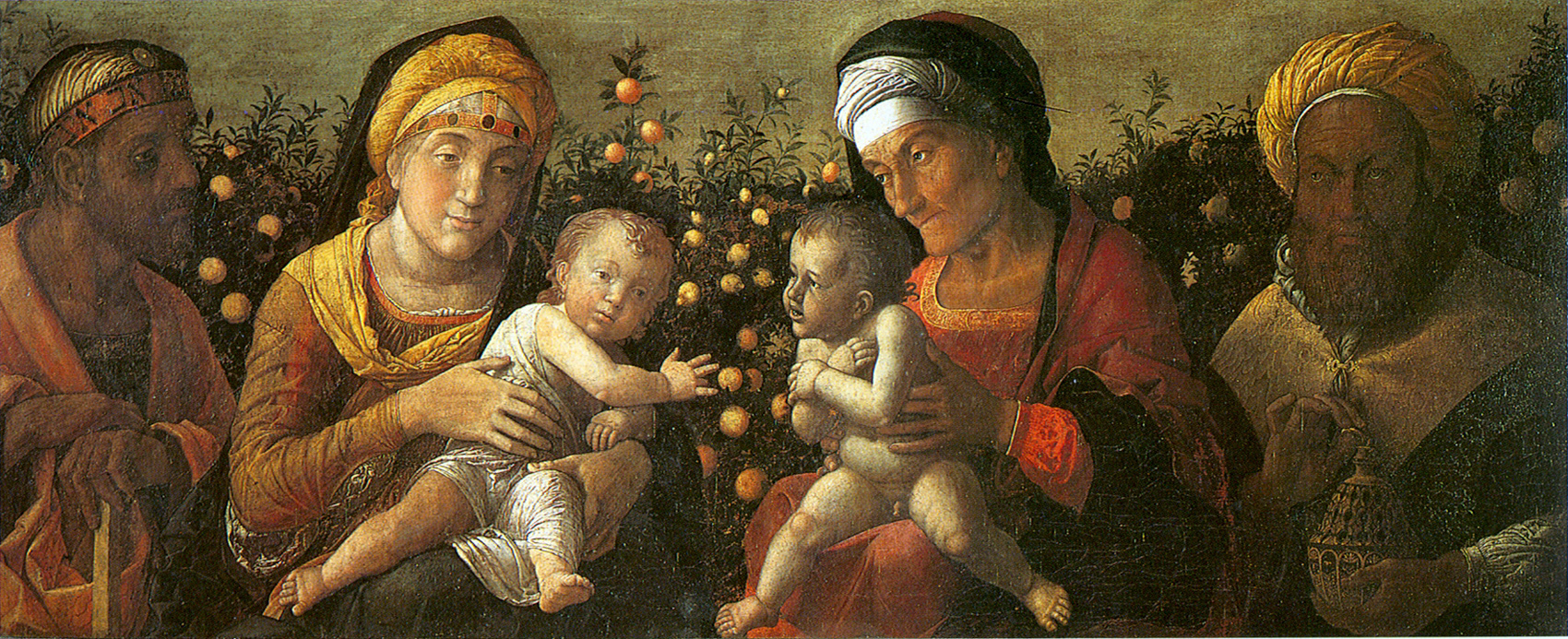
Mantegna, Sainte Famille et famille du Baptiste.

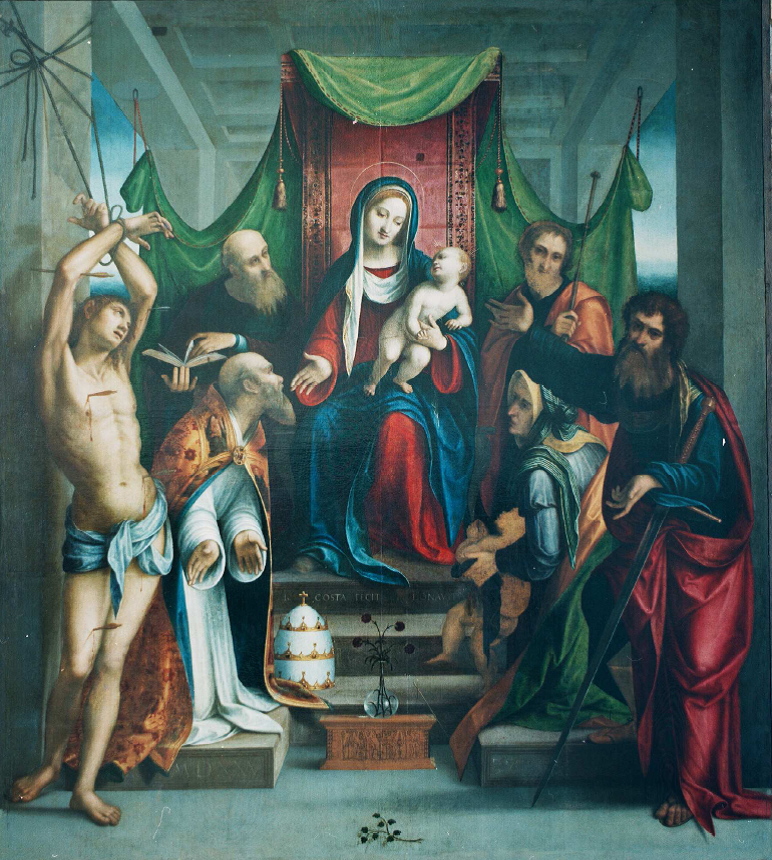
Lorenzo Costa, Vierge et saints intronisés, 1525.

À l'intérieur de la basilique se trouvent de nombreuses chapelles. Les trois chapelles monumentales enluminées de fresques, et les caissons (début XVe siècle) décorant les voûtes sont remarquables. De gauche à droite : 
- La chapelle Saint-Jean-Baptiste ou « de Mantegna » qui abrite le tombeau d'Andrea Mantegna. Le peintre qui voulait avoir une chapelle mortuaire digne de son rang élevé l'acquit vers 1504. Il a peint avec son fils Francesco, qui était lui aussi peintre, la voûte qui représente une tonnelle en trompe-l'œil, avec des guirlandes végétales encadrant les armoiries de sa famille. Le retable représentant le Baptême du Christ et le tableau de la Sainte Famille avec la famille de saint Jean le Baptiste furent aussi peints par Mantegna, destinés à cette chapelle. Elle est décorée par des dessins et œuvres (non attestées) du Corrège (dont le plafond) sur la base de dessins de Mantegna lui-même, un buste en bronze attribué à Gian Marco Cavalli, qui était un ami de l'artiste, et, sur la paroi de droite, par une œuvre inachevée, le Baptême du Christ. La chapelle prit son aspect définitif en 1506, après la mort du peintre[4].
- La chapelle Saint-Sylvestre ou « du Saint-Sépulcre » qui conserve un retable de la Vierge à l'enfant intronisée avec les saints Sébastien, Silvestro, Agostino, Paolo, Elisabetta, Giovannino et Rocco de Lorenzo Costa (1525).
- La chapelle de l'Addolorata, où est installé le monument sépulcral de la famille Boccamaggiore.
- La chapelle de l'Immaculée Conception qui abrite le padiglione del preziosissimo sangue, construit entre la fin des années 1600 et le début des années 1700, offert à la basilique par la duchesse Anne-Isabelle de Guastalla.
- La chapelle Saint-François.
- La chapelle du Crucifix qui abrite un retable du Crucifix de Fermo Ghisoni da Caravaggio (vers 1558).
- La chapelle Saint-Étienne.
- La chapelle saint Charles Borromée qui conserve les monuments funéraires de Pietro Strozzi, œuvre des élèves de Jules Romain et de Paolo Pozzo.
- La chapelle du Saint-Sacrement.
- La chapelle « Cantelma » qui abrite le monument sépulcral de la famille Cantelmi.
- La chapelle Saint-Longin. À droite, sur le mur, la fresque de la Crucifixion est de Rinaldo Mantovano[18] sur les dessins de Giulio Romano, avec saint Longin au pied de la Croix. En face se trouve la Découverte du Sang du Christ, avec saint André dans les nuées tenant la Croix. Au centre de la chapelle, au-dessus de l'autel, un retable de Giulio Romano représente la Vierge, saint Joseph, saint Jean et saint Longin. Dans la chapelle se trouvent également les sarcophages contenant les restes de Longin le Centurion et du bienheureux Adalberto (? -1059)[19].
- La chapelle Saint-Louis.
- La chapelle « Cattanea ».
- La chapelle Saint-Sébastien.
- La chapelle Saint-Antoine.
- Le baptistère.

La décoration de la chapelle Tullio Petrozzani est d'Antonio Maria Viani.
Ls quatre médaillons avec l'Ascension (école de Mantegna, avec sinopia par le maître), les Saints André et Longin (école de Mantegna), la Sainte Famille avec les Saints Elisabetta et Giovannino  et la Déposition, les deux dernières du Corrège, aujourd'hui au Museo diocesano Francesco Gonzaga, proviennent de l'atrium.

### Crypte

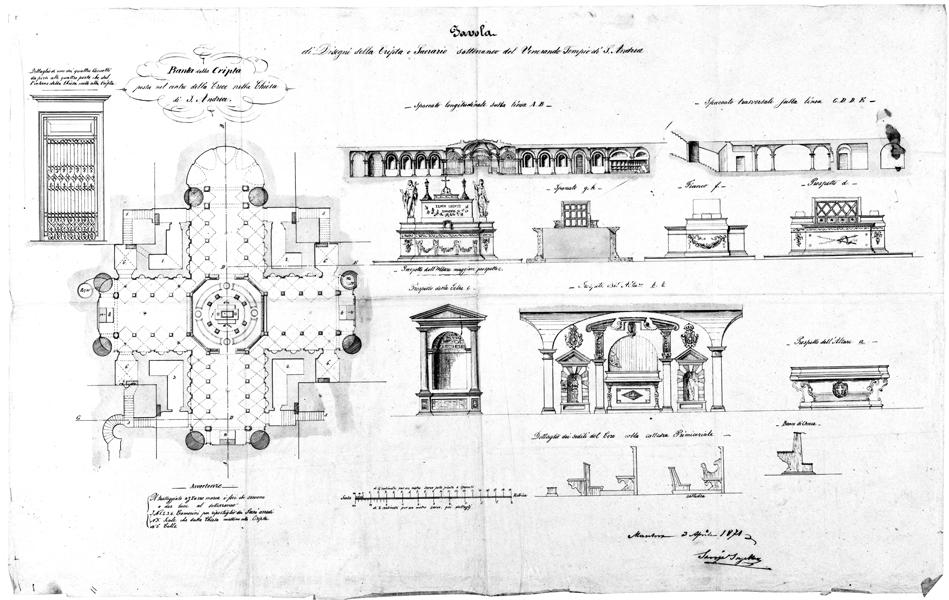
Plan et dessins de la crypte de la basilique.

À la fin du XVIe siècle, est édifiée une crypte à colonnade octogonale destinée à abriter la relique du « Précieux Sang », placée dans un autel au centre, et les sépultures des Gonzague, qui n'ont pas été construites.
Certains membres de la famille Gonzague ont été enterrés dans la basilique :
- Frédéric Ier de Mantoue († 1484 ), troisième marquis de Mantoue[20]
- Éléonore de Médicis († 1611 ), épouse de Vincent Ier de Mantoue[21]
- Vincent Ier de Mantoue († 1612 ), quatrième duc de Mantoue[22]
- Eléonore Gonzague († 1612), fille de François IV de Mantoue[23]
- Louis Gonzague († 1612), fils de François IV de Mantoue[23]
- Ferdinand de Mantoue († 1626 ), sixième duc de Mantoue[24]

En août 2015, l'hypothèse a été avancée de la construction, dans le transept nord-ouest de la basilique, près de l'entrée sur la Piazza Leon Battista Alberti, d'un bassin rectangulaire en marbre, de 4,7 m de large. et 2 mètres de long, destiné au baptême des adultes ,,,.

### Orgue
Sur la cantoria droite du chœur, se trouve l'orgue, construit en 1850 par les frères Serassi de Bergame (opus 604). L'instrument possède deux claviers de 73 touches et une pédalier de 27 notes ; il a une transmission entièrement mécanique et est inséré à l'intérieur du riche boîtier en or sculpté, orgue néo-classique de Paolo Pozzo.

## Galerie

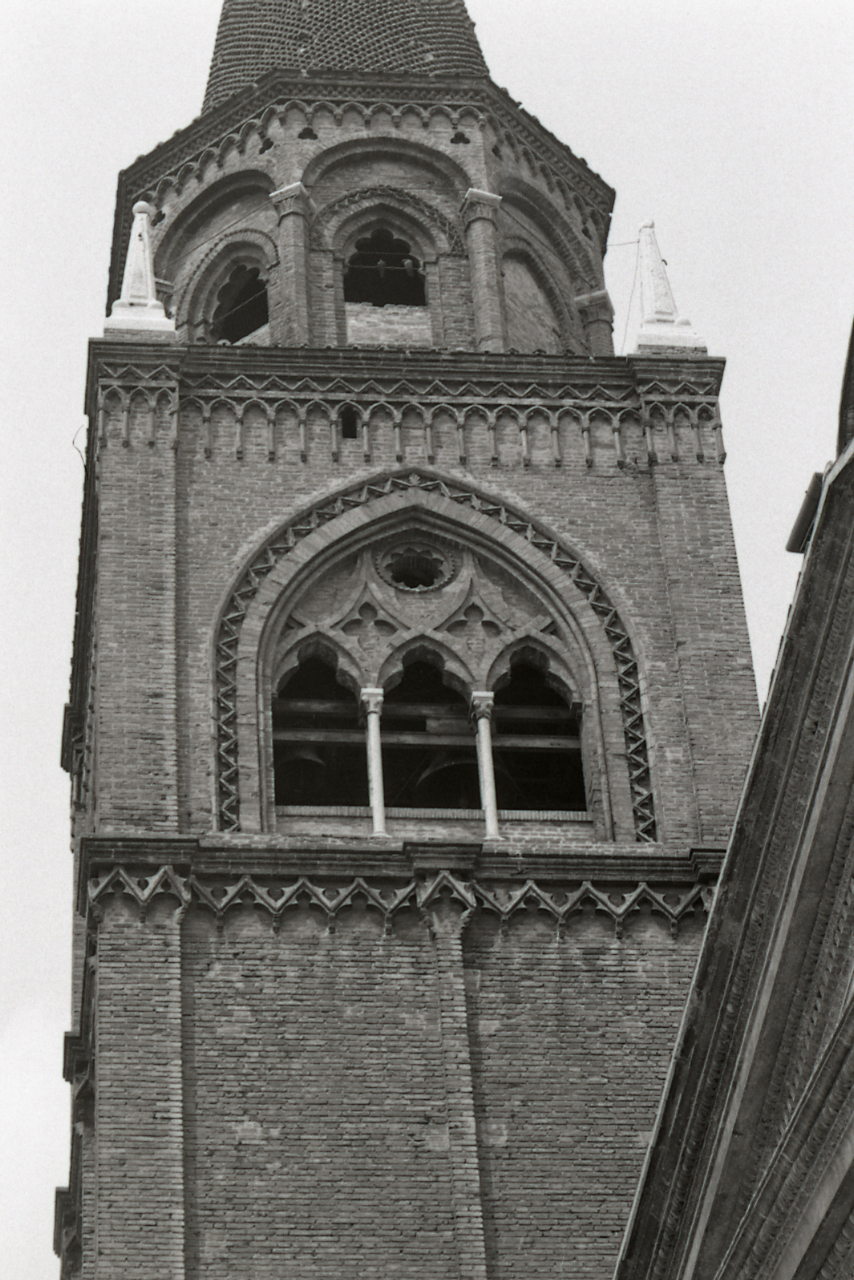
Beffroi. Photo par Paolo Monti
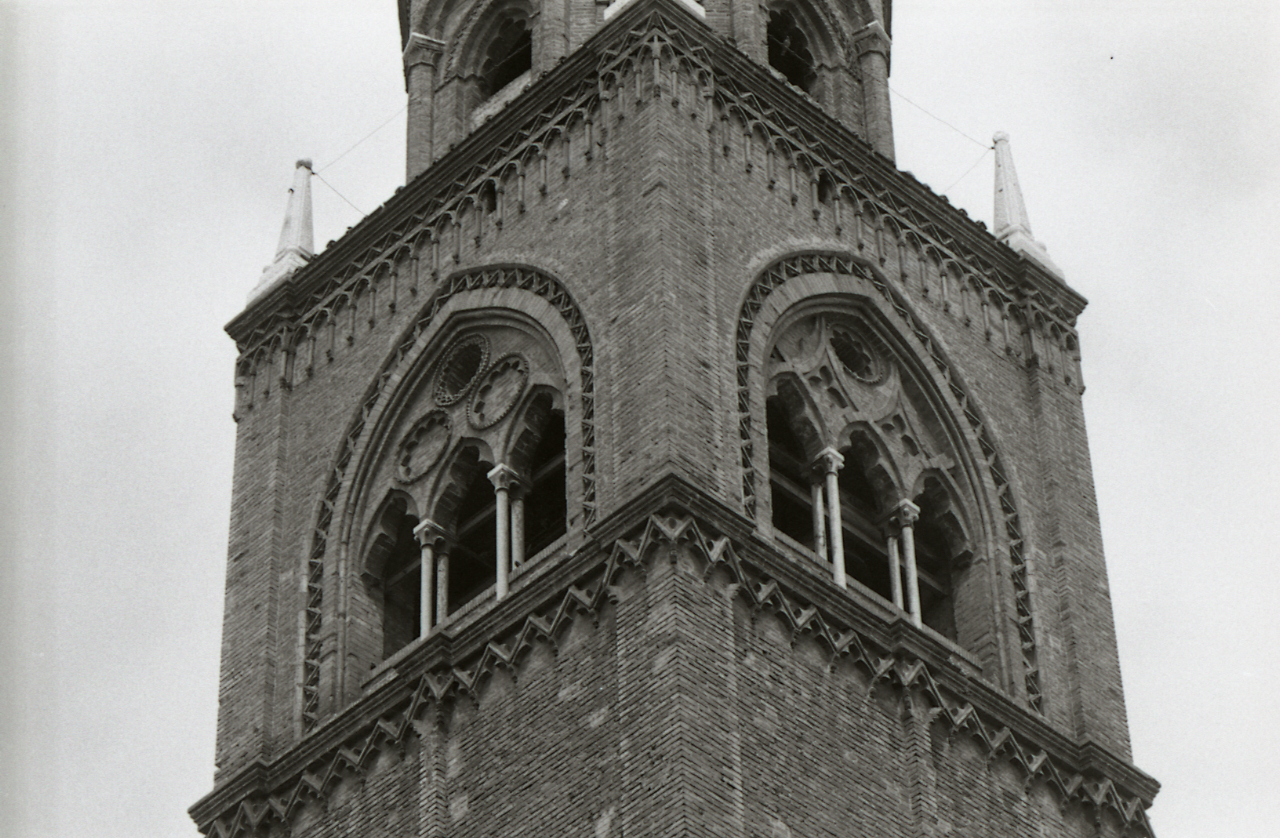
Détails de le beffroi. Photo par Paolo Monti
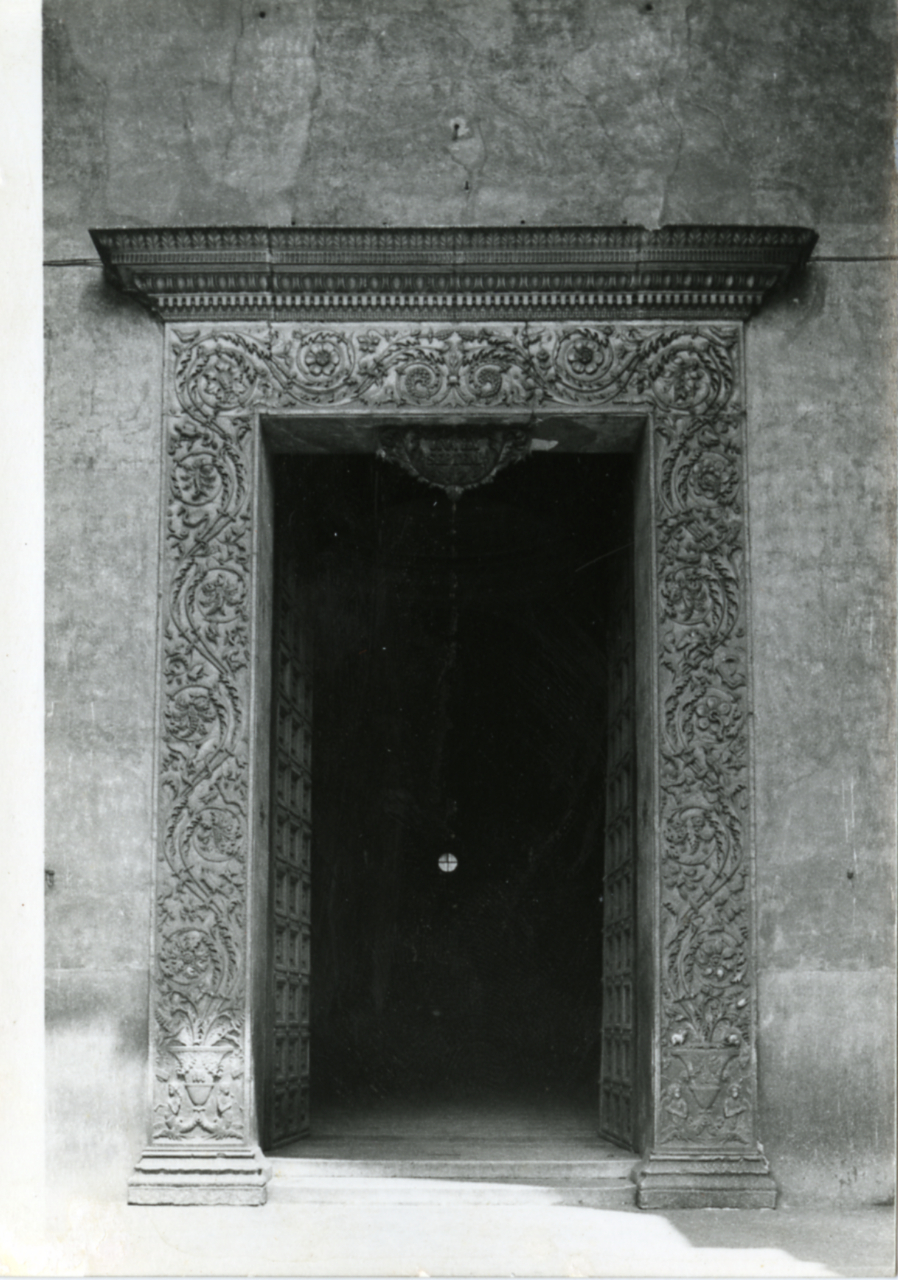
Portail. Photo par Paolo Monti
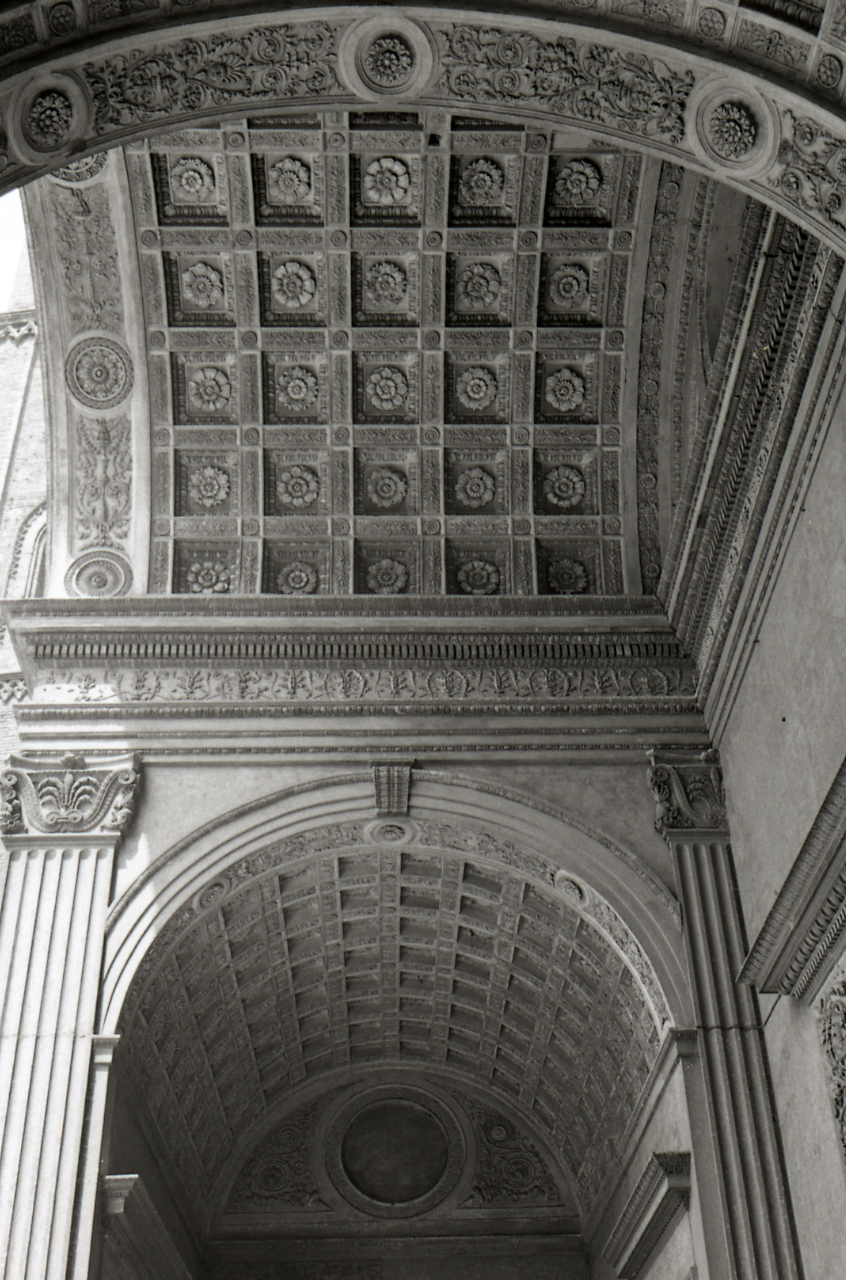
Éléments des arcs de la façade principale. Photo par Paolo Monti
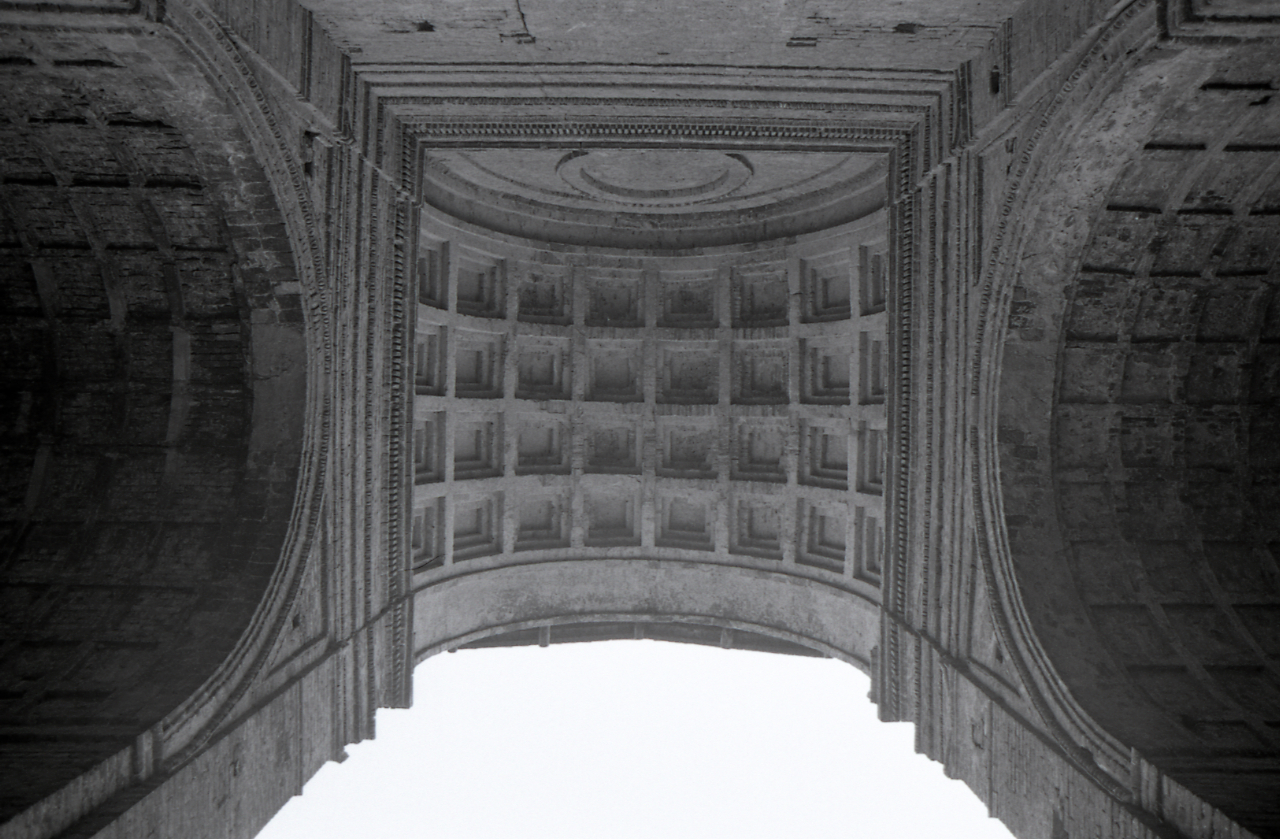
Éléments des arcs de la façade latérale. Photo par Paolo Monti
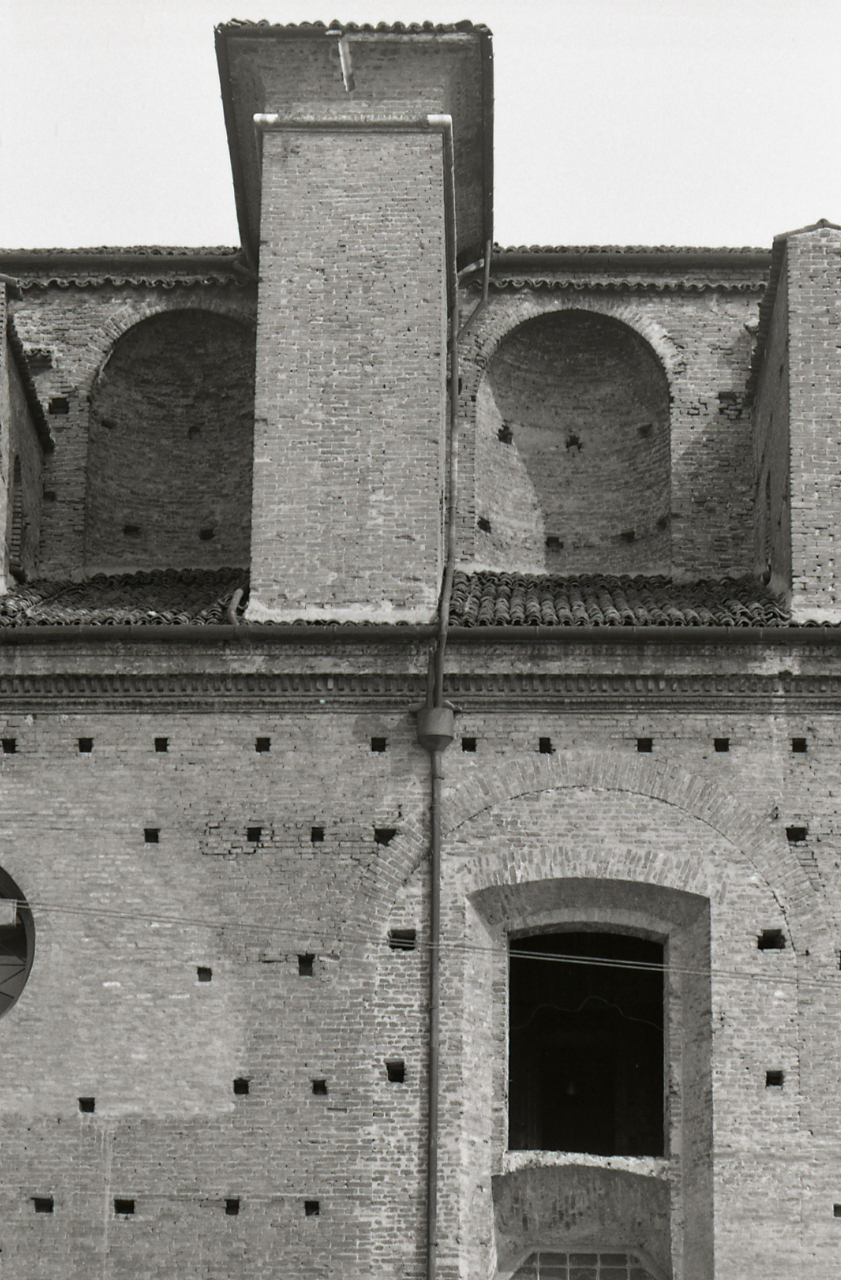
Éléments de la façade latérale. Photo par Paolo Monti
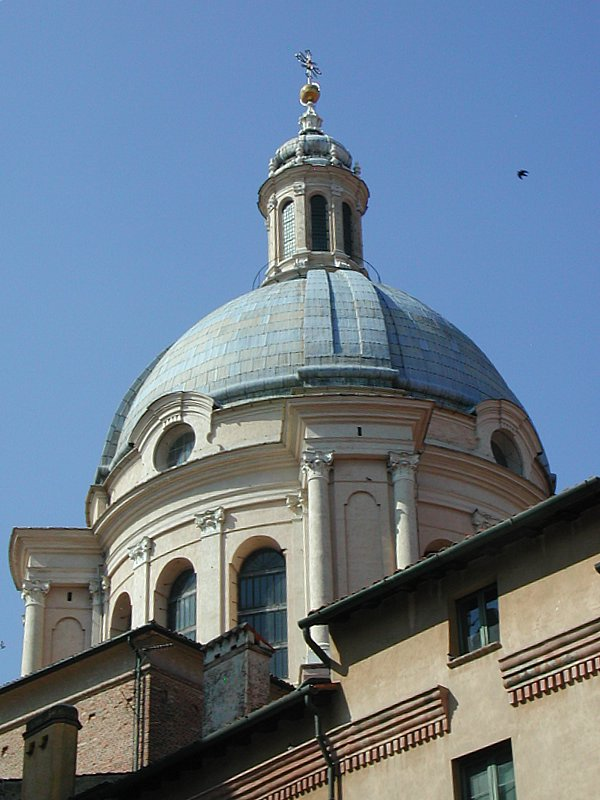
Coupole de Filippo Juvarra
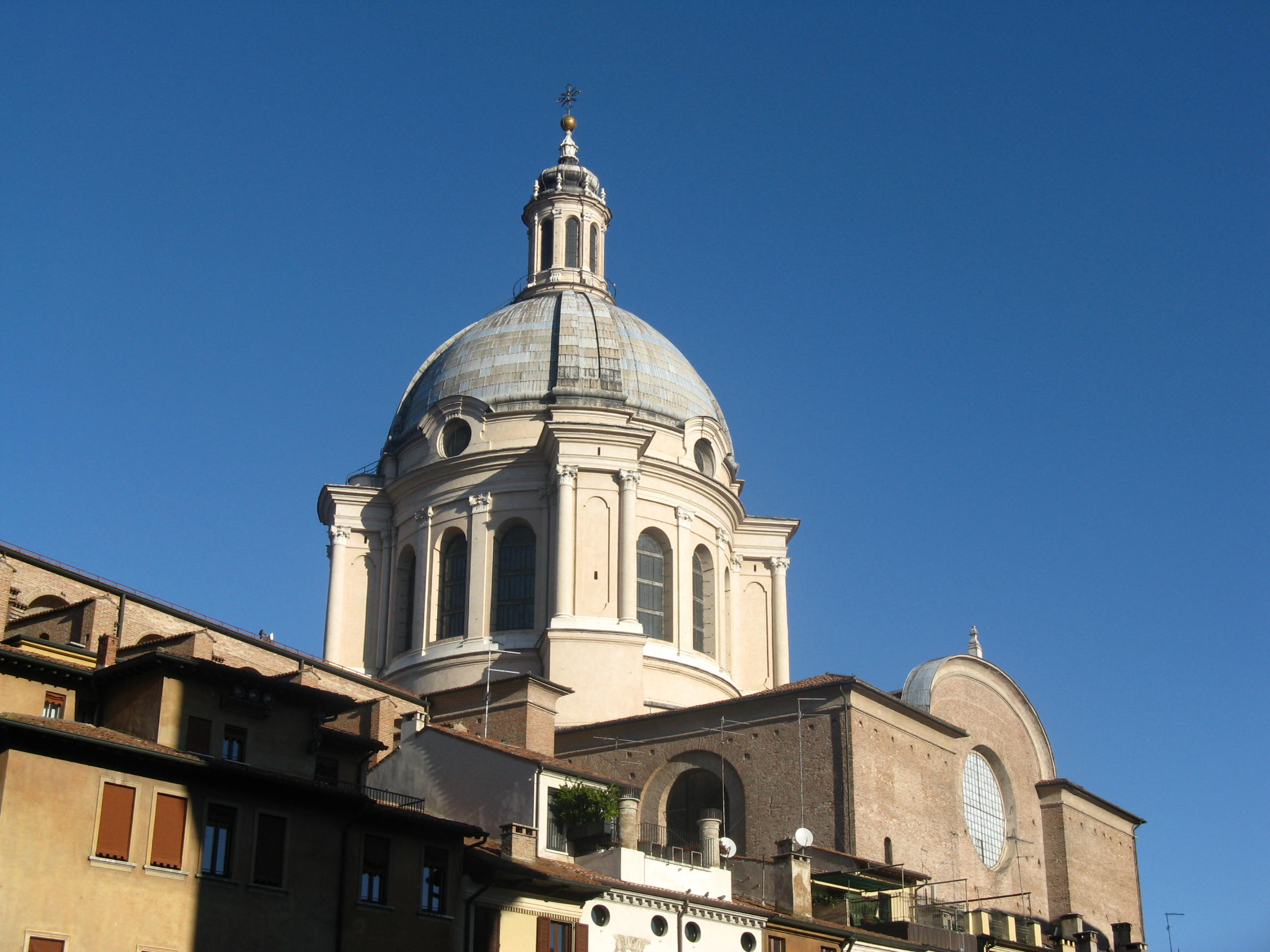
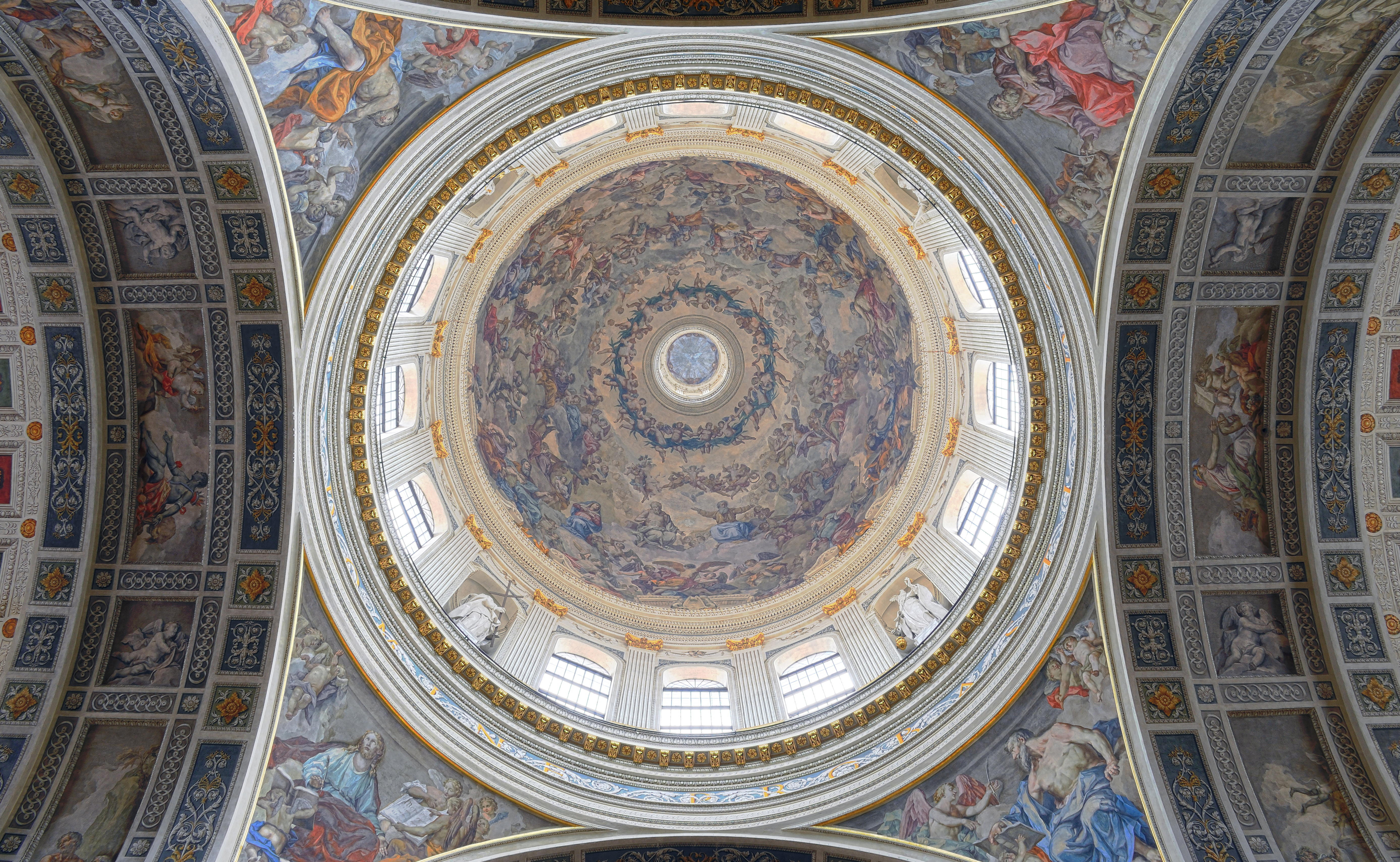
Dome
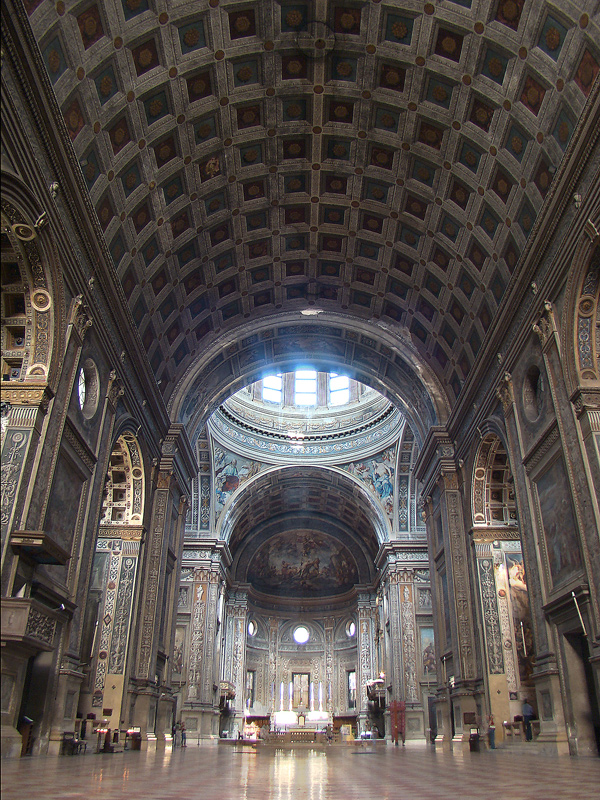
Intérieur